# Варлаам (Ђурђу)
Варлаам (рум. Varlaam) насеље је у Румунији у округу Ђурђу у општини Адунациј-Копачени. Oпштина се налази на надморској висини од 78 m.

## Становништво
Према подацима из 2002. године у насељу је живело 612 становника, од којих су сви румунске националности.